# Figline Valdarno
Figline Valdarno è un centro abitato di 13 287 abitanti del comune di Figline e Incisa Valdarno nella città metropolitana di Firenze in Toscana.
Fino al 31 dicembre 2013 ha costituito un comune autonomo, che comprendeva anche le frazioni di Brollo, Celle San Leo, Cesto, Gaglianella, Gaville, Matassino, Pavelli, Poggio alla Croce, Ponte agli Stolli, Porcellino, Restone, San Donato in Avane, San Martino Altoreggi, Stecco e Tartigliese.

## Geografia fisica
Figline si trova nel Valdarno superiore, al centro del triangolo Firenze - Arezzo - Siena. L'Istat considera come parte del centro abitato anche la parte della frazione di Matassino compresa nel comune di Figline e Incisa Valdarno, situata sulla riva opposta dell'Arno rispetto al borgo storico.

Territorio dell'ex comune di Figline Valdarno all'interno della provincia di Firenze

### Ex territorio comunale
Il territorio comunale si estendeva su una superficie di 71 km², prevalentemente pianeggiante, mentre una piccola parte si estendeva sulle colline del Chianti.
- Classificazione sismica: zona 2 (sismicità medio-alta), Ordinanza PCM 3274 del 20/03/2003
- Classificazione climatica: zona D, 1 925 GG
- Diffusività atmosferica: alta, Ibimet CNR 2002

### Clima

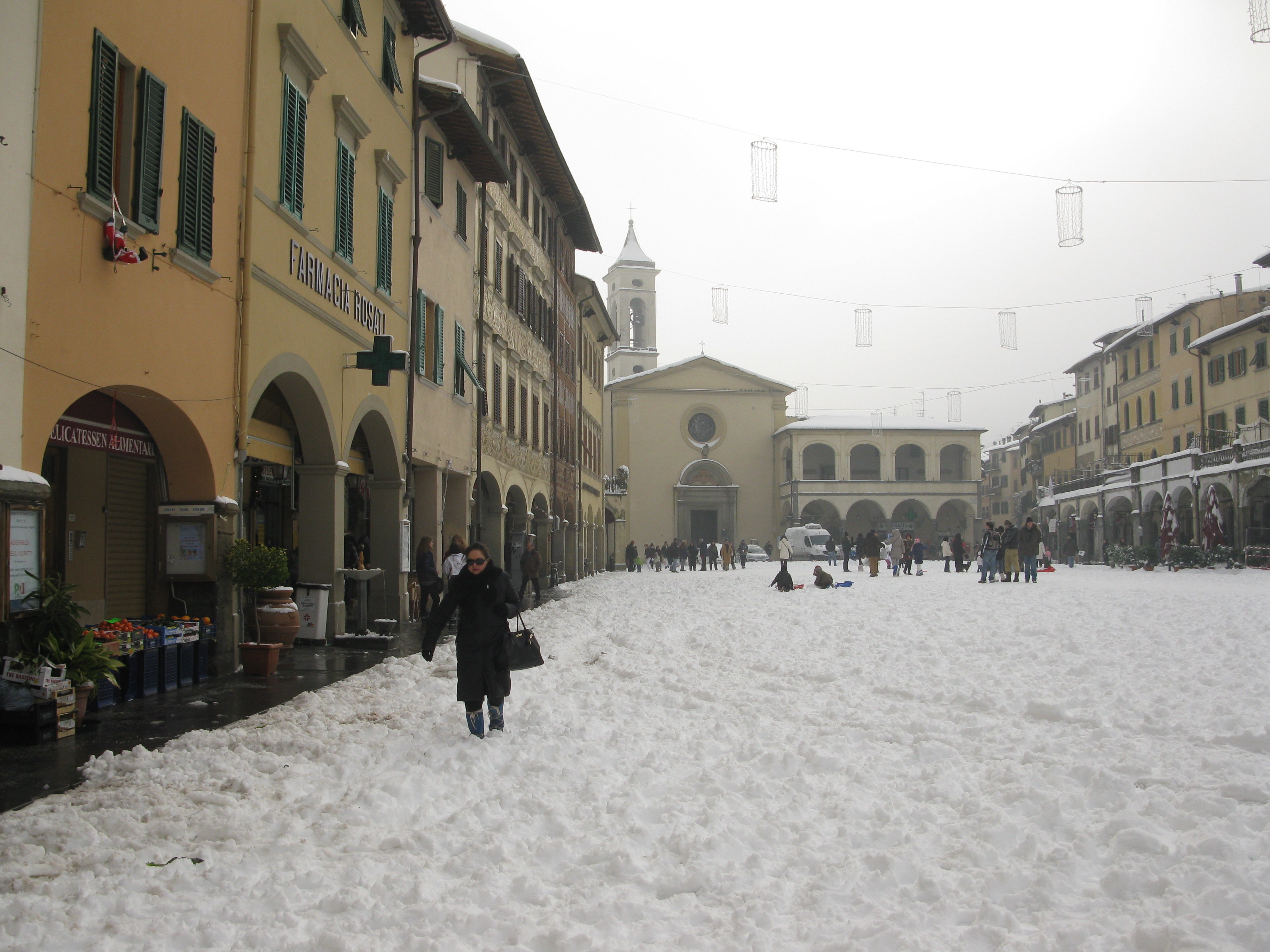
Piazza Marsilio Ficino dopo una nevicata.

Figline, trovandosi al centro di una valle, ha un clima temperato con estati calde ed afose ed inverni freddi ed umidi. Sono frequenti le piogge mentre sono scarse durante l'estate dove può anche non piovere per uno o due mesi.
D'inverno la temperatura può scendere sotto lo 0º mentre è difficile che si verifichino precipitazioni nevose.
| Firenze Peretola      | Mesi         | Mesi         | Mesi        | Mesi        | Mesi        | Mesi        | Mesi        | Mesi        | Mesi        | Mesi        | Mesi        | Mesi         | Stagioni | Stagioni | Stagioni | Stagioni | Anno  |
| Firenze Peretola      | Gen          | Feb          | Mar         | Apr         | Mag         | Giu         | Lug         | Ago         | Set         | Ott         | Nov         | Dic          | Inv      | Pri      | Est      | Aut      | Anno  |
| --------------------- | ------------ | ------------ | ----------- | ----------- | ----------- | ----------- | ----------- | ----------- | ----------- | ----------- | ----------- | ------------ | -------- | -------- | -------- | -------- | ----- |
| T. max. media (°C)    | 10,1         | 12,0         | 15,0        | 18,8        | 23,4        | 27,3        | 31,1        | 30,6        | 26,6        | 21,1        | 14,9        | 10,4         | 10,8     | 19,1     | 29,7     | 20,9     | 20,1  |
| T. min. media (°C)    | 1,4          | 2,8          | 4,9         | 7,7         | 11,3        | 14,7        | 17,2        | 17,0        | 14,2        | 10,0        | 5,5         | 2,4          | 2,2      | 8,0      | 16,3     | 9,9      | 9,1   |
| T. max. assoluta (°C) | 19 (1985)    | 23 (1990)    | 26,1 (1968) | 29,0 (1968) | 35,0 (2009) | 40,0 (1990) | 42,6 (1983) | 41,1 (2003) | 36,4 (1971) | 31,0 (1956) | 27,0 (2004) | 20,4 (1989)  | 23,0     | 35,0     | 42,6     | 36,4     | 42,6  |
| T. min. assoluta (°C) | −23,2 (1985) | −11,4 (1956) | −8,0 (1973) | −3,2 (2003) | 1,0 (1962)  | 5,6 (1975)  | 7,8 (1970)  | 9,0 (1963)  | 3,9 (1977)  | −1,4 (1974) | −6,0 (1983) | −13,0 (2009) | −23,2    | −8,0     | 5,6      | −6,0     | −23,2 |
| Precipitazioni (mm)   | 73,1         | 69,2         | 80,1        | 77,5        | 72,6        | 54,7        | 39,6        | 76,1        | 77,5        | 87,8        | 111,2       | 91,3         | 233,6    | 230,2    | 170,4    | 276,5    | 910,7 |
| Giorni di pioggia     | 9            | 8            | 9           | 9           | 9           | 6           | 4           | 6           | 6           | 7           | 10          | 9            | 26       | 27       | 16       | 23       | 92    |

## Origini del nome
Figline deriva il suo nome dal latino "Figulinae" (con evoluzione in "Fighinum", "Fegghine" ecc.) che indica una fabbrica di "figuline", un luogo ove si lavorano argille per la fabbricazione di vasi e stoviglie in terra cotta secondo un'arte della ceramica prima etrusca e poi romana. Negli ultimi secoli sono state infatti rinvenute diverse ceramiche nella parte antica della città sul poggio a sud-est.

## Storia
(Dante Alighieri, XVI canto del Paradiso (vv. 49-51) della Divina Commedia)

### Medioevo
Le prime notizie sul castello di Fegghine risalgono al 1000 d.C.
Tale castello si troverebbe su una collina, nella zona dell'attuale San Romolo. Gli abitanti scesero più volte nella valle sottostante e fondarono il grande forum di Figline, una sorta di mercato.
Col passare degli anni, il piccolo centro aumentò di popolazione fino a diventare una piccola città.
Tra i tanti avvenimenti di quei secoli si ricorda il tentativo di Fiesole nel 1167 di trasferire la sede vescovile a Figline, in un luogo lontano dalla nemica Firenze, che si trovava in un periodo di espansione.
Nel Duecento ha inizio la cruenta divisione interna tra guelfi e ghibellini. La maggioranza degli abitanti di Fegghine era ghibellina e sosteneva Arezzo; perciò la Repubblica Fiorentina distrusse completamente il castello, obbligando gli abitanti a scendere a valle.
Figline entrò quindi sotto il dominio di Firenze, di cui seguirà le sorti nei secoli successivi.
Tra il 1353 e il 1375 venne costruito l'imponente anello di mura a difesa della città, ancora visibile, anche se una buona parte è stata abbattuta.
In seguito alla dominazione dei Medici si sviluppò una forma di economia strettamente legata all'agricoltura.

### Età moderna
Nel 1810, nel periodo in cui l'attuale Toscana era sotto il dominio di Napoleone, l'impero francese fece venire a Figline da Parigi il celebre scienziato e naturalista Georges Cuvier. Qui aveva sede (nei locali dell'attuale convento della chiesa di San Francesco) l'Accademia Valdarnese del Poggio con biblioteca e museo, che vantava una vasta collezione di fossili e ossa raccolte nei dintorni. Tale avvenimento è ricordato su una lapide, sulla quale Cuvier annovera l'importanza dei reperti del museo. Il museo, però, si trova ora nella vicina Montevarchi, in quanto Figline era sospetta di simpatie francesi.
Il 29 gennaio 1864 il comune di Figline assunse la nuova denominazione di Figline Valdarno.
Durante la seconda guerra mondiale, nel periodo dell'occupazione tedesca e della Repubblica Sociale Italiana, nella frazione di Brollo la famiglia contadina dei Soffici nascose e protesse dalla deportazione due ragazzi ebrei triestini, Tullio e Aldo Melauri, sfuggiti alla deportazione dei loro genitori. Per questo loro impegno di solidarietà, il 14 novembre 1988, l'Istituto Yad Vashem di Gerusalemme ha conferito l'alta onorificenza dei giusti tra le nazioni a Dante e Giulia Soffici e a Oreste e Marianna Soffici.

### Simboli
Lo stemma di Figline Valdarno era stato riconosciuto con decreto del capo del governo del 10 settembre 1929.
Il gonfalone, concesso con regio decreto del 7 agosto 1931, era un drappo di rosso.

## Monumenti e luoghi d'interesse

### Architetture religiose

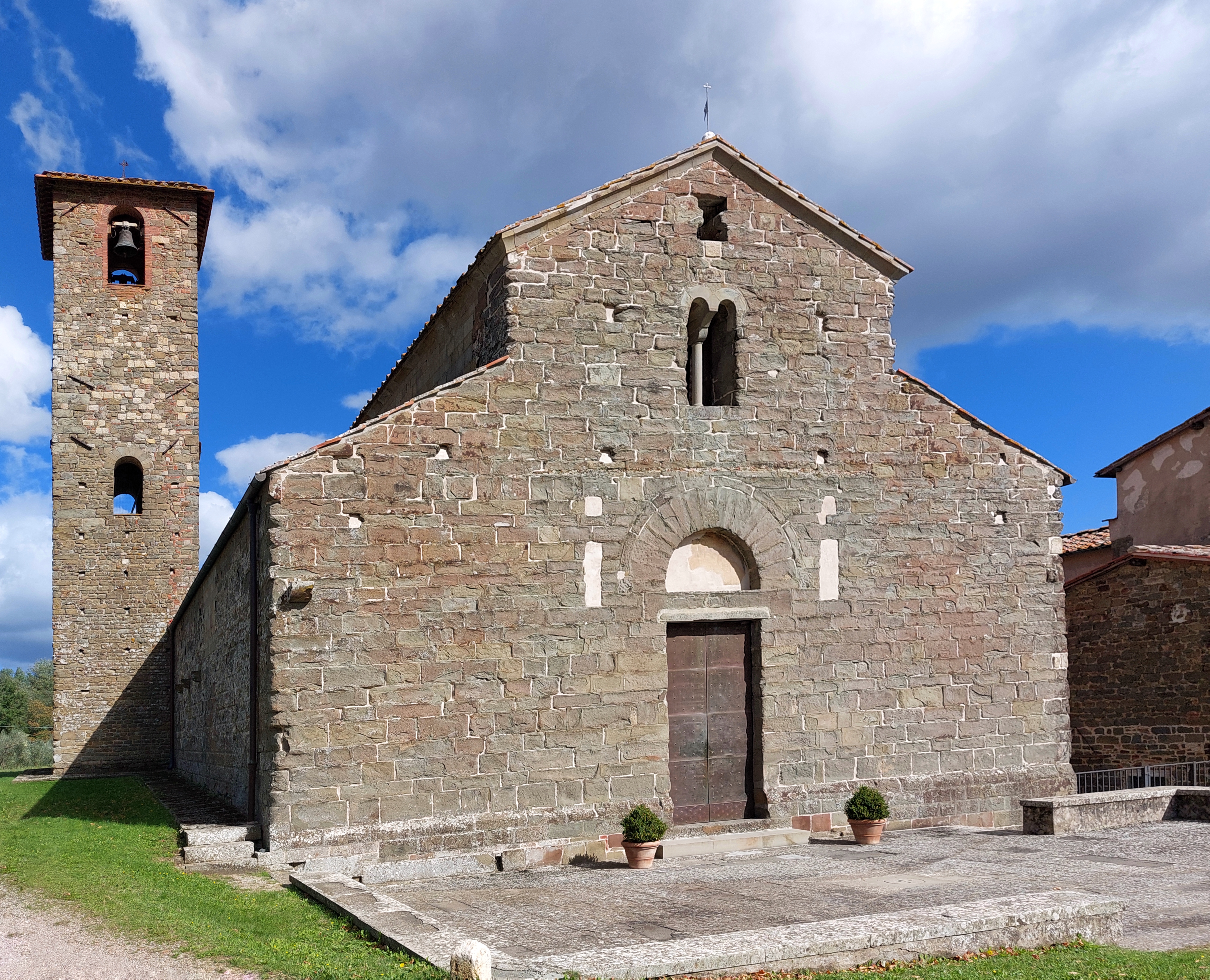
Pieve di San Romolo a Gaville

- La principale chiesa della cittadina è la collegiata di Santa Maria, all'interno della quale è conservata la grande pala del Maestro di Figline, con la Madonna in trono col Bambino fra San Ludovico di Tolosa e Sant'Elisabetta di Ungheria (post 1317).
- Il convento e la chiesa di San Francesco vennero edificati tra la fine del XIII e l'inizio del XIV secolo. La facciata mostra i resti di un rivestimento bicromo, realizzato con corsi alterni di pietra chiara e marmo verde.
- Il monastero della Santa Croce femminile delle Agostiniane fu fondato nel 1542, dopo quello di San Giovanni Valdarno (1529) e prima di quelli di Castelfranco ( 1560) e di Montevarchi (1564).
- La cappella della villa di San Cerbone conserva l'Annunciazione, tela giovanile di Ludovico Cardi, detto il Cigoli, databile al 1580.
- Il santuario di Santa Maria a Ponterosso costituisce una delle numerose iniziative edificatorie intraprese dal governomediceo nella seconda metà del Cinquecento, volte a promuovere i culti locali.
- La chiesa di San Pietro al Terreno, già citata nel 1148, è stata completamente ristrutturata nel Settecento.
- La pieve di San Romolo a Gaville, ricordata nel 1030 con il toponimo Cortule, fa parte degli edifici romanici del Valdarno superiore distinti da un apparato scultoreo particolarmente ricco.
- La chiesa di Sant'Andrea a Ripalta, già citata nel secolo XI e ristrutturata nel XIII secolo, è stata ampiamente rimaneggiata nel Settecento.
- La chiesa di San Bartolomeo a Scampata, di origine romanica, è stata restaurata nel 2007. Il suo titolo è passato ad una chiesa moderna posta poco più in basso, adornata con opere dell'artista Elio De Luca.
- Abbazia di San Cassiano a Montescalari, fu costruita nei primi decenni dell'XI secolo da Giovanni Gualberto della famiglia dei Visdomini, signori di Petroio in Val di Pesa. Essa si trova sui Monti Scalari, a ottocento metri di altezza, tra il Valdarno e le valli della Greve, della Pesa, e dell'Elsa. Questa abbazia, come in genere tutte le abbazie, ricevette molte donazioni di strutture religiose e di terre ed aiutò viandanti e bisognosi. All'inizio essa era costituita da chiesa e oratorio, poche stanze per i monaci e un piccolo ospizio per i pellegrini. Poi fu ampliata e la chiesa fu consacrata il 26 maggio 1212. La torre campanaria fu costruita nei secoli XIII-XIV (oggi resta solo la base, perché essa fu distrutta il 20 luglio 1944).
- Oratorio della Madonna del Cesto. È ubicato nella frazione del Cesto, presso il ponte sul torrente omonimo. Di origine molto antica, con annesso ospedale, si presenta oggi con un semplice aspetto quattrocentesco. La sua esistenza pare legata all'affresco ancora oggi al suo interno, una Madonna col Bambino attribuito a Paolo Schiavo e datato tra quarto e quinto decennio del Quattrocento.[8]

### Architetture civili
- Palazzo Pretorio
- Spedale Serristori, antica architettura ospedaliera che conserva anche la chiesa,[9] per la quale Giovanni di Tano Fei dipinse nel 1400 circa il trittico per l'altare, di cui rimane nell'antica Spezieria dell'Ospedale la Madonna col Bambino.[10]
- Villa Casagrande Serristori in via Castelguinelli
- Villa La Fornacina in località Brollo
- Villa di Norcenni in via di Norcenni
- Villa Il Palagio in località il Palagio
- Villa La Poggerina in via della Borghetta
- Villa di San Cerbone in via dello Spedale Serristori
- Villa La Palagina
- Mura di Figline

## Società

### Evoluzione demografica
Qui sono riportati gli abitanti dell'ex comune di Figline Valdarno, che comprendeva anche le frazioni di:
Brollo, Celle San Leo, Cesto, Gaglianella, Gaville, Matassino, Pavelli, Poggio alla Croce, Ponte agli Stolli, Porcellino, Restone, San Donato in Avane, San Martino Altoreggi, Stecco, Tartigliese
Abitanti censiti; per gli ultimi censimenti si evidenzia in blu la popolazione residente nel centro abitato di Figline Valdarno, in verde quella residente nei vecchi confini comunali.

### Etnie e minoranze straniere
Secondo i dati ISTAT al 31 dicembre 2011 risiedevano nella frazione 1260 stranieri pari al 9,5% della popolazione.

### Qualità della vita
Nel 2009 un'indagine svolta dal Centro Studi Sintesi di Venezia ha collocato la cittadina di Figline Valdarno al 22º posto in Italia e al secondo in Toscana nella classifica che stila i 100 comuni dove si vive meglio in Italia.

## Cultura

### Biblioteche
Il paese ha una biblioteca fornita di circa 28 000 volumi e 411 supporti multimediali. Le presenze annue sono 8 678 mentre i prestiti effettuati si attestano a 5 559.

### Scuole
Istituto Comprensivo Figline Valdarno (Scuola dell'Infanzia, Scuola Primaria, Scuola Secondaria di I grado)
Istituto Marsilio Ficino (Scuola Secondaria di I grado, Liceo Classico e Liceo Scientifico)
Nuove Serristori (Scuola dell'Infanzia e Scuola Primaria)
Vasari (Istituto tecnico commerciale, Istituto tecnico per geometri, Liceo scientifico e Istituto Professionale per i Servizi Alberghieri e Ristorazione)

### Musei
- Antica spezieria spedale Serristori
- Gaville - Museo della civiltà contadina
- Museo d'arte sacra della collegiata di Santa Maria

### Televisione
A Figline ha sede l'emittente televisiva regionale RTV38.

### Teatro
Il teatro Garibaldi, ubicato in piazza Serristori, è uno dei teatri più importanti della provincia sia per la qualità e la quantità degli spettacoli sia per la bellezza architettonica.
Il teatro Garibaldi si trova al 40º posto nella classifica nazionale dei teatri dai 201 ai 500 posti per numero di spettatori, 17º nella media degli spettatori a recita, 8º posto nella media di incasso a recita. Nella classifica regionale il teatro si porta al 1º posto per quanto riguarda la media di incasso a recita.

### Figline nella cultura popolare
Il romanzo Gli interessi in comune di Vanni Santoni, uscito per Feltrinelli nel 2008 e poi ripreso da Laterza è ambientato a Figline Valdarno.

### Eventi

#### Autumnia
Autumnia è una manifestazione promozionale dedicata all'agricoltura, all'alimentazione e all'ambiente. Si svolge ogni anno nella prima metà di novembre. In piazza Marsilio Ficino vengono allestiti gli stand di vari agricoltori provenienti da tutta Italia dove si possono degustare i vari prodotti e comprarli. Durante la manifestazioni vengono svolti convegni legati al mondo dell'ambiente dell'agricoltura.
L'edizione del 2010 ha visto il record di presenze sia di visitatori (60 000) sia di espositori (162).

#### Palio di San Rocco
Dal 1973 nei primi giorni di settembre vengono organizzati tornei a cui partecipano gli atleti delle varie contrade figlinesi (Porta Aretina, Porta Fiorentina, Porta San Francesco, Porta Senese). Il palio ha subito varie riorganizzazioni nel corso degli anni. Attualmente le gare sono: rappresentazione storica con i carri costruiti dalle contrade, tiro alla fune, gara della Bigoncia, palio del carretto ed infine il palio a cavallo dove i cavalieri in un massimo di cinque secondi devono percorrere 40 metri e centrare con una lancia un anello di 6 cm di diametro che si trova sospeso su una sagoma a 3 metri di altezza.
Durante tutta la durata della manifestazione vengono organizzati concerti e giostre.

## Geografia antropica

### Urbanistica
A causa della deurbanizzazione di Firenze negli anni novanta del secolo scorso Figline è stata interessata da una massiccia immigrazione. Si è dovuto quindi estendere il paese: a sud si sono costruite nuove case mentre a nord nuovi magazzini e fabbriche.

### Ex Frazioni

#### Gaville
L'ex frazione di Gaville, posta a circa 4 chilometri da Figline in direzione est, si sviluppa principalmente in prossimità della Pieve di San Romolo a Gaville. Anticamente il centro abitato principale era posto su un'altura distante circa 600 metri dalla chiesa, dove tuttora permane un nucleo abitativo noto anche come "Gavillaccio".
L'appellativo probabilmente deriva dalla memoria della strage perpetrata alla fine del XIII secolo come vendetta per l'uccisione di Francesco de' Cavalcanti: i suoi familiari assaltarono il borgo e ne sterminarono la popolazione.
La località non si risollevò più dall'evento, rimanendo sottopopolata fino al XIX secolo.
La violenza della vendetta fu tale da far rammentare l'episodio da Dante nel canto XXV dell'Inferno
(Dante Alighieri, Divina Commedia)

#### Altre località
Completavano il quadro delle frazioni del comune le località di Brollo, Carresi, Celle San Leo, Cesto, Gaglianella, Matassino, Pavelli, Ponte agli Stolli, Porcellino, Restone, San Donato in Avane, San Martino a Toreggi, Stecco e Tartigliese.

## Economia

### Agricoltura
Le coltivazioni maggiori si trovano a sud del centro abitato: i prodotto coltivati sono prevalentemente grano e mais.

### Turismo
Figline rappresenta il più grande polo turistico più attrattivo della provincia, secondo soltanto al capoluogo.
Il flusso turistico è particolarmente elevato grazie alla presenze di numerose strutture ricettive, alla bellezza del territorio e alla vicinanza con Firenze. Figline anche per il turista è particolarmente strategica perché costa meno del capoluogo toscano, è immersa nel verde ma si trova soltanto a 25 minuti di viaggio (in treno) e 50 (in macchina).
Sono 38 le strutture ricettive presenti all'interno dell'ex territorio comunale che offrono un totale di 3 600 posti:
- strutture alberghiere: 5 (totale posti letto offerti 280);
- strutture extra-alberghiere (agriturismi, campeggi, villaggi): 33 (totale posti letto offerti 3 384).

Ne periodo compreso tra il 2006 ed il 2009 sono state 477 000 le presenze turistiche registrate, la cui durata media di permanenza è stata di sei giorni. Di queste 477 000 presenze 433 000 sono composte da turisti stranieri, 63 000 da turisti italiani.
Nel 2007, l'Amministrazione Comunale, ha promosso il progetto A spasso per Figline in collaborazione con la Pro Loco "Marsilio Ficino" e le due scuole superiori della città. Il progetto vede gli studenti dell'ISIS Vasari e del Liceo Classico-Scientifico "Marsilio Ficino", fare da guide e promotori turistici a chi visita il centro storico di Figline.

## Infrastrutture e trasporti

### Strade
Figline si trova a pochi chilometri dallo svincolo Incisa dell'autostrada A1/E45.

### Ponti
Un solo ponte attualmente collega le due sponde dell'Arno nell'area di Figline lungo Via Bianca Pampaloni. Il ponte antico non ha nome, ma presenta delle pile storiche di particolar pregio.
Il 31 luglio 2010 è stata inaugurata una passerella pedonale in acciaio, adiacente al ponte molto criticata dall'Ordine degli Architetti di Firenze per la scarsa qualità estetica.
Nel 2010 la Provincia di Firenze ha indetto un concorso di progettazione per la realizzazione di un secondo ponte a monte dell'esistente il cui risultato dovrebbe essere noto per dicembre 2011. Al concorso hanno partecipato 63 proposte, alcune internazionali e di grande spessore. Al termine del concorso una mostra presenterà tutti i lavori. Nel dicembre 2021 i tempi per la progettazione del ponte slittano al 2022.

### Ferrovie

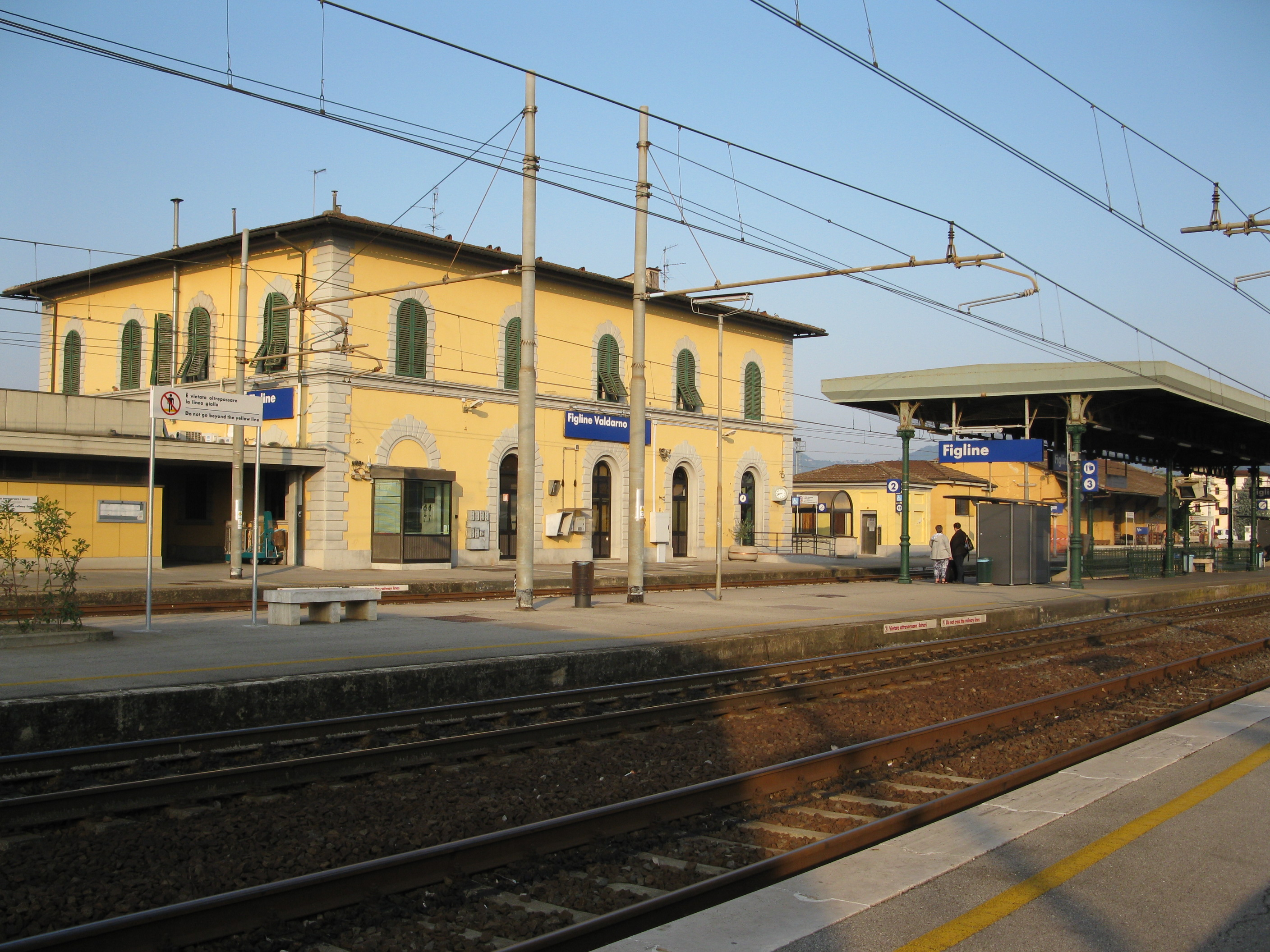
Stazione ferroviaria.

Figline Valdarno è ben servita dalla stazione vicina al centro della città.
Ci sono frequenti collegamenti con Arezzo e Firenze che permettono di raggiungere entrambe le località in circa 25 minuti.

### Mobilità urbana ed extraurbana
Il paese inoltre dispone di un'autostazione dove fermano i bus delle società consortili Etruria Mobilità e Autolinee del Chianti e del Valdarno che permettono di arrivare nelle località non raggiunte da ferrovia.

## Amministrazione
Di seguito è presentata una tabella relativa alle amministrazioni che si sono succedute nell'ex comune di Figline Valdarno.
| Periodo         | Periodo          | Primo cittadino    | Partito                                                                                           | Carica  | Note   |
| --------------- | ---------------- | ------------------ | ------------------------------------------------------------------------------------------------- | ------- | ------ |
| 3 novembre 1986 | 6 luglio 1990    | Patrizio Nocentini | Partito Comunista Italiano                                                                        | Sindaco | [ 19 ] |
| 6 luglio 1990   | 26 gennaio 1993  | Patrizio Nocentini | Partito Democratico della Sinistra, Partito Comunista Italiano                                    | Sindaco | [ 19 ] |
| 16 marzo 1993   | 24 aprile 1995   | Mauro Farini       | Partito Democratico della Sinistra                                                                | Sindaco | [ 19 ] |
| 24 aprile 1995  | 18 febbraio 1997 | Mauro Farini       | sinistra                                                                                          | Sindaco | [ 19 ] |
| 28 aprile 1997  | 14 maggio 2001   | Silvano Longini    | L'Ulivo                                                                                           | Sindaco | [ 19 ] |
| 14 maggio 2001  | 30 maggio 2006   | Silvano Longini    | Democratici di Sinistra                                                                           | Sindaco | [ 19 ] |
| 30 maggio 2006  | 17 maggio 2011   | Riccardo Nocentini | centro-sinistra                                                                                   | Sindaco | [ 19 ] |
| 17 maggio 2011  | 1º gennaio 2014  | Riccardo Nocentini | PD, lista civica: progetto famiglia, sinistra: socialisti riformisti laici progressisti, IdV, SEL | Sindaco | [ 19 ] |

### Gemellaggi
- Canals, Spagna
- Pfungstadt, Germania

## Sport
Il paese ha sul proprio territorio 34 Società Sportive. Nel dettaglio:
- atletica leggera: 2
- pallacanestro: 1
- calcio: 12 (di cui una di calcio a cinque)
- ciclismo: 2
- nuoto: 2
- volley: 2
- judo: 1

### Calcio

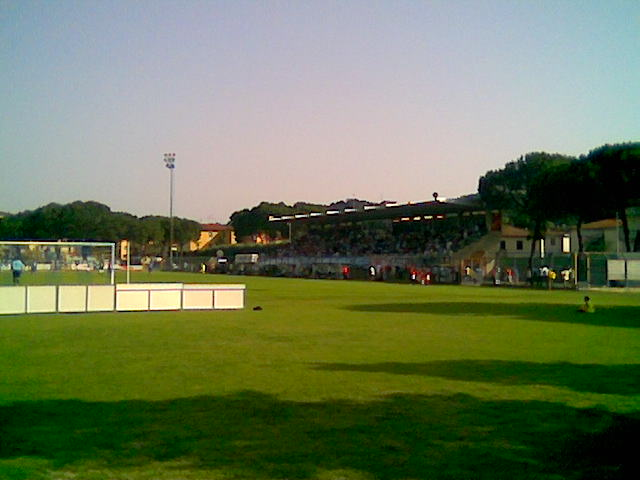
Lo stadio "Del Buffa".

La squadra della città è l'Associazione Sportiva Dilettantistica Figline 1965 fondata nel 1965. Partecipa al Campionato di Eccellenza Toscana.
Nella stagione sportiva 2005-2006 l'A.S. Calcio Figline ha vinto il Campionato di Eccellenza Toscana, dopo un lungo duello con lo Scandicci Calcio, e ha ottenuto dapprima la promozione in Serie D per poi entrare nei campionati professionistici dove, alla prima apparizione, ha centrato la Prima Divisione.

### Impianti sportivi
A Figline Valdarno sono presenti vari impianti sportivi e più società nelle varie discipline. La città dispone di compagini nei campionati di pallacanestro, pallavolo e calcio.
Lo stadio Del Buffa è l'impianto sportivo più grande, dove gioca la squadra di calcio locale. Può ospitare fino a 1 872 spettatori.

## Galleria d'immagini

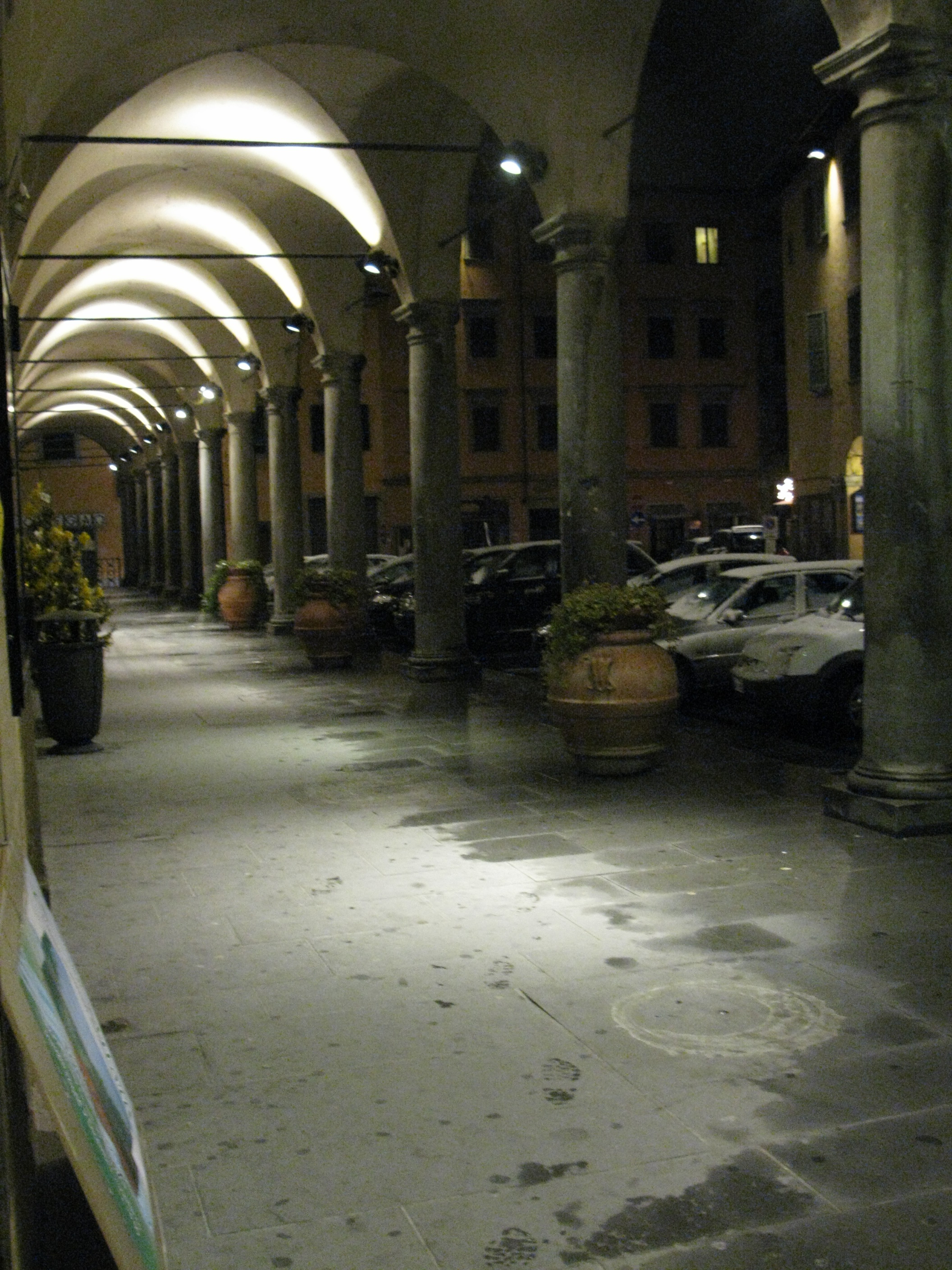
Loggiato dell'antico ospedale Serristori
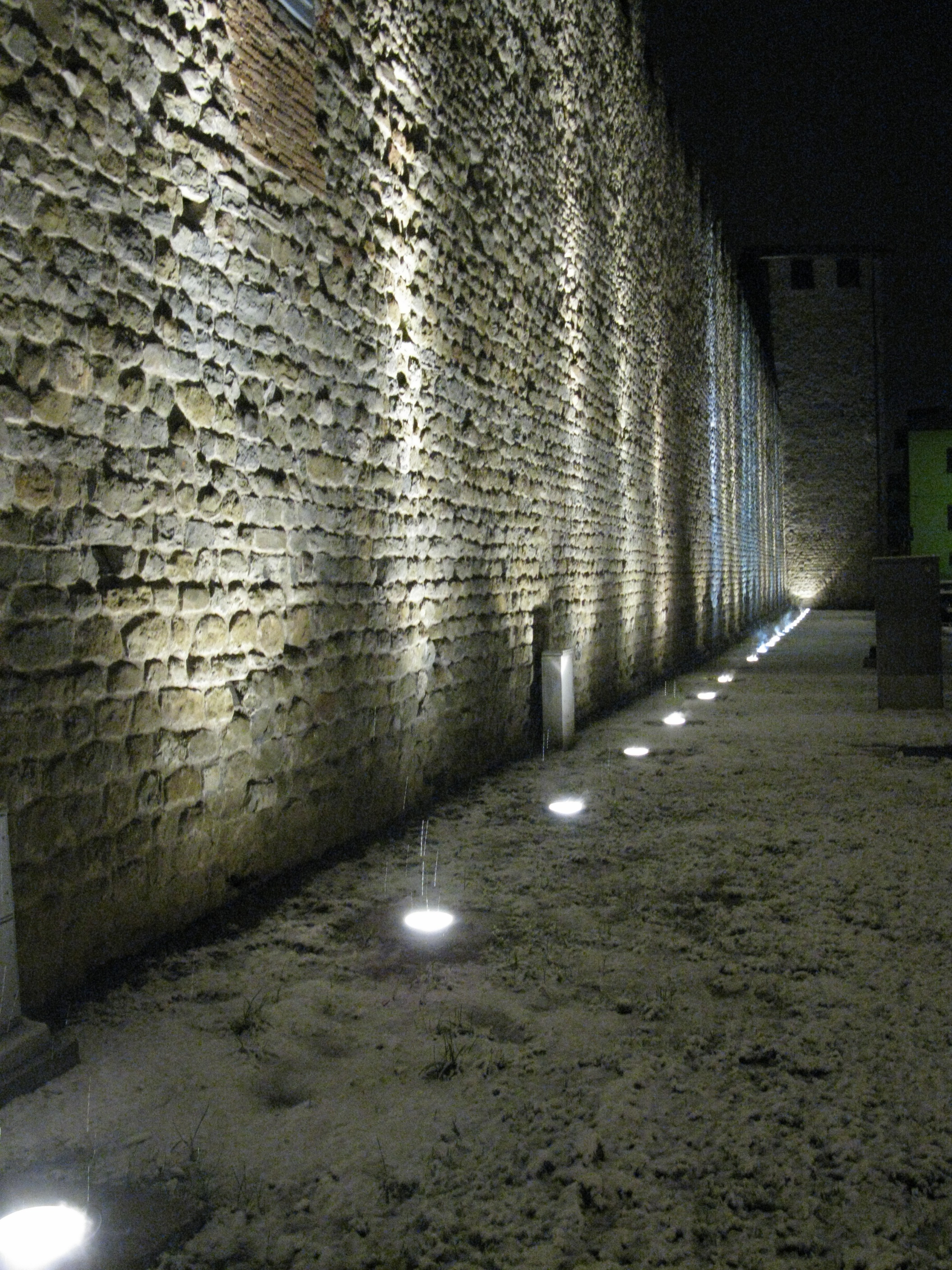
Mura Medievali
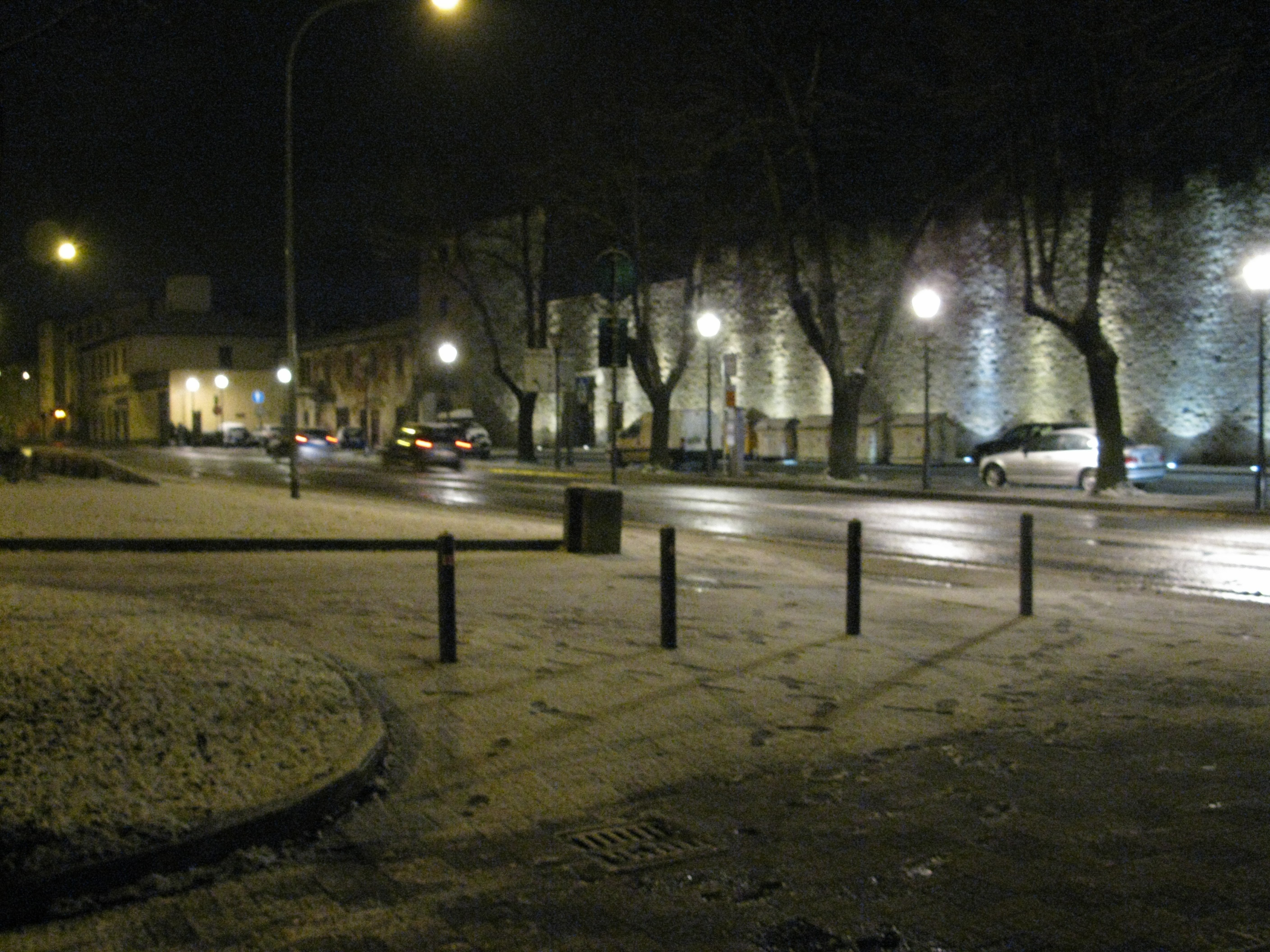
Altra veduta
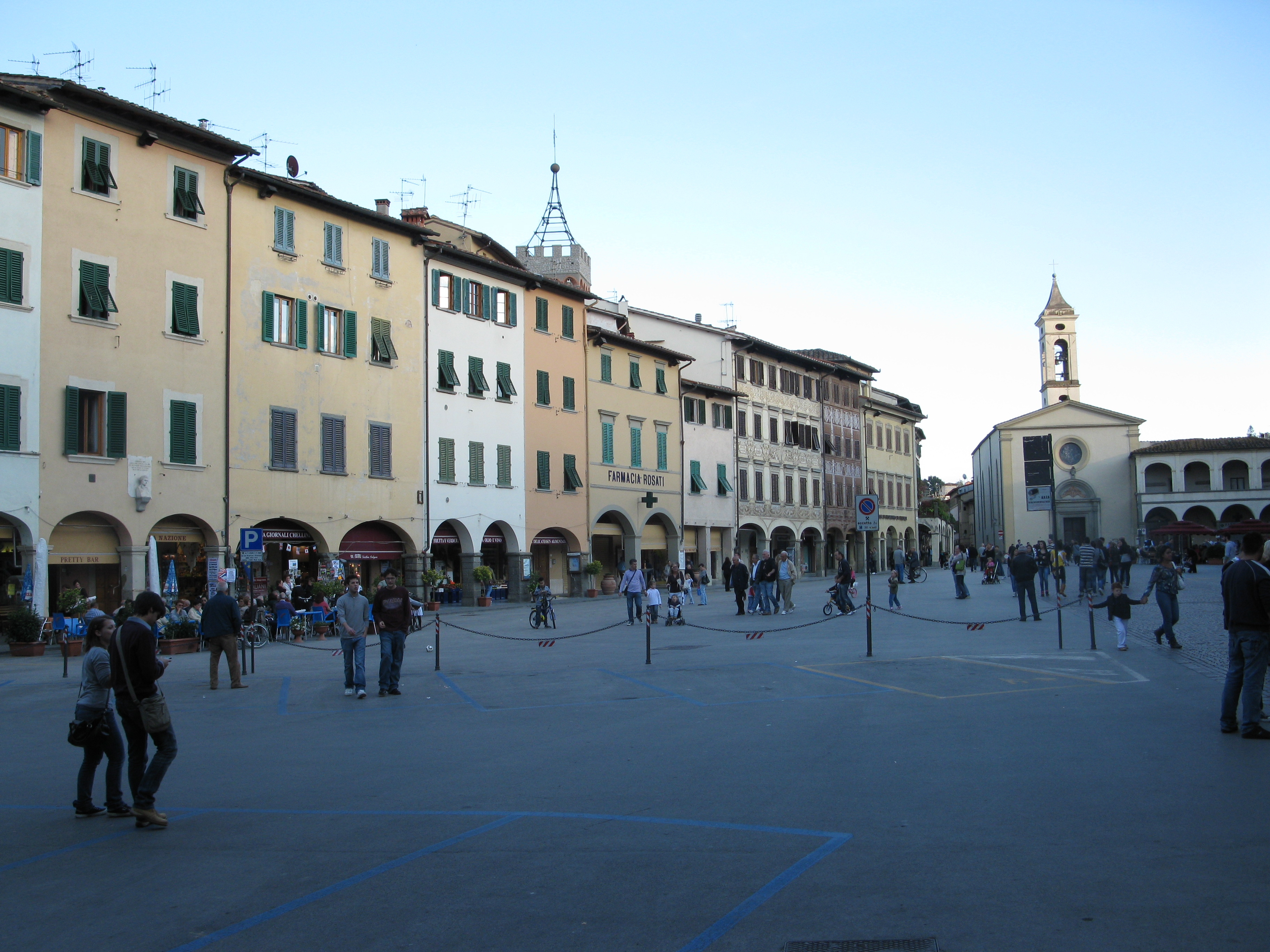
Piazza Marsilio Ficino
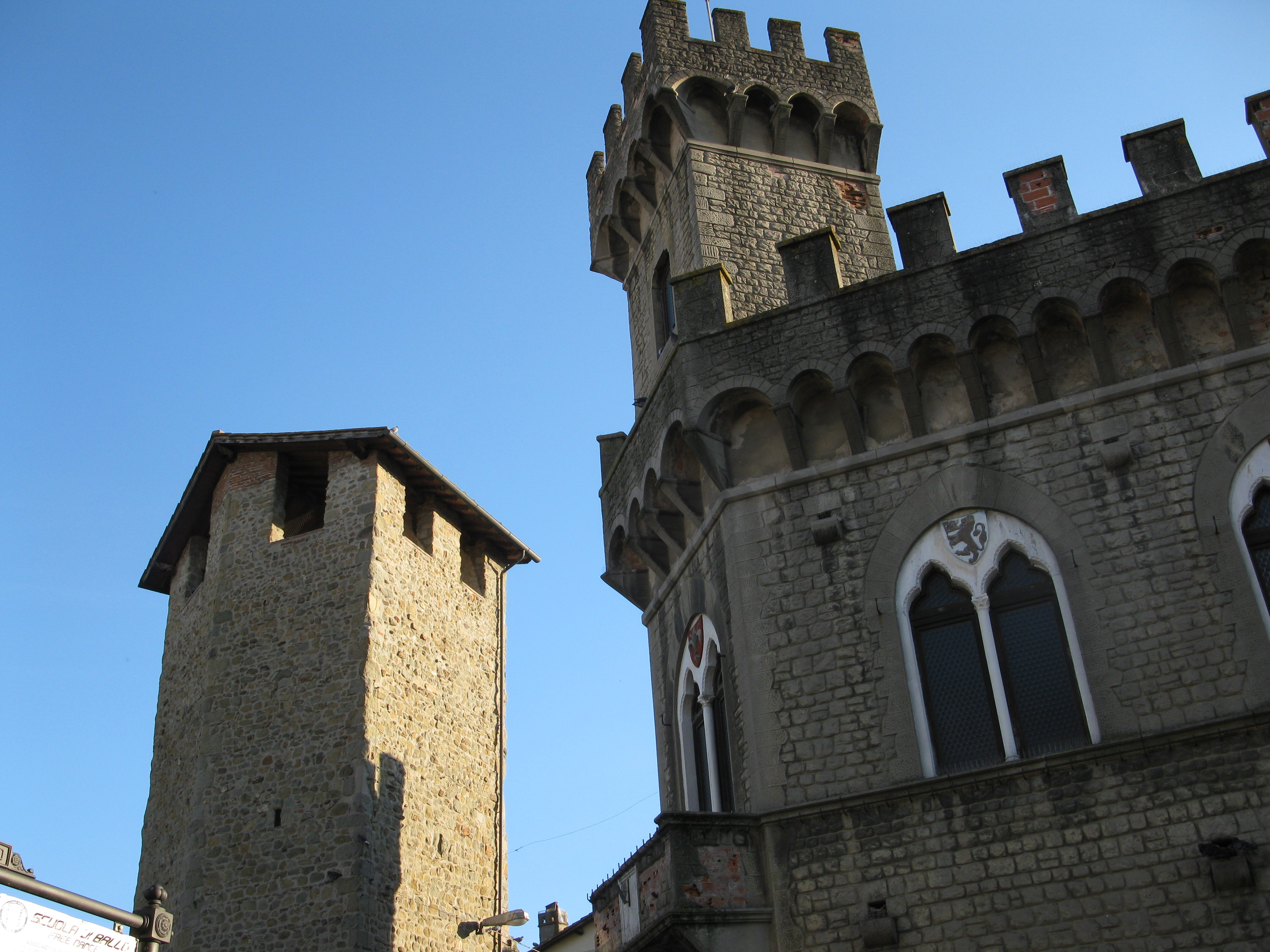
Sede Associazione Nazionale Combattenti
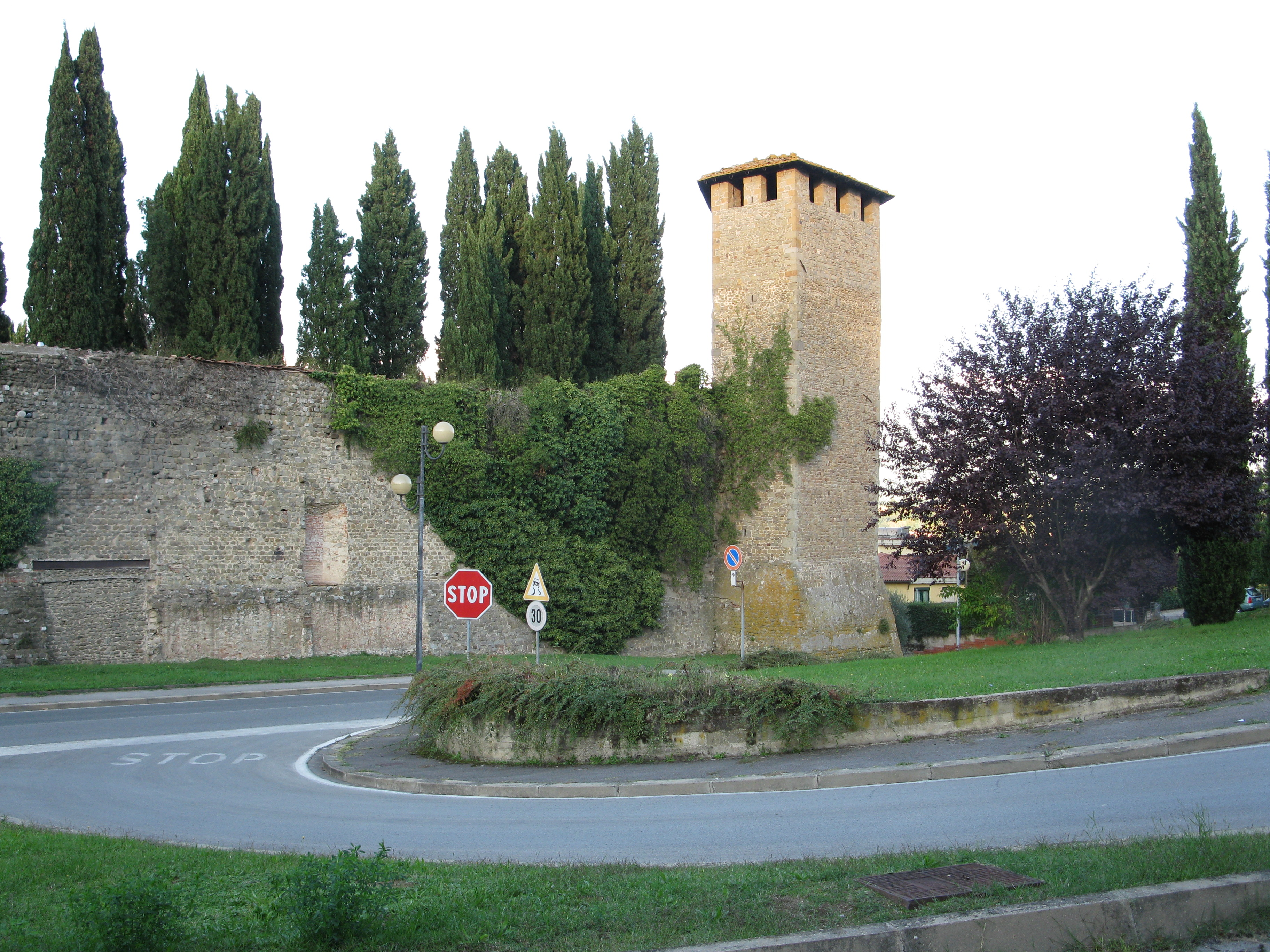
Torre muraria
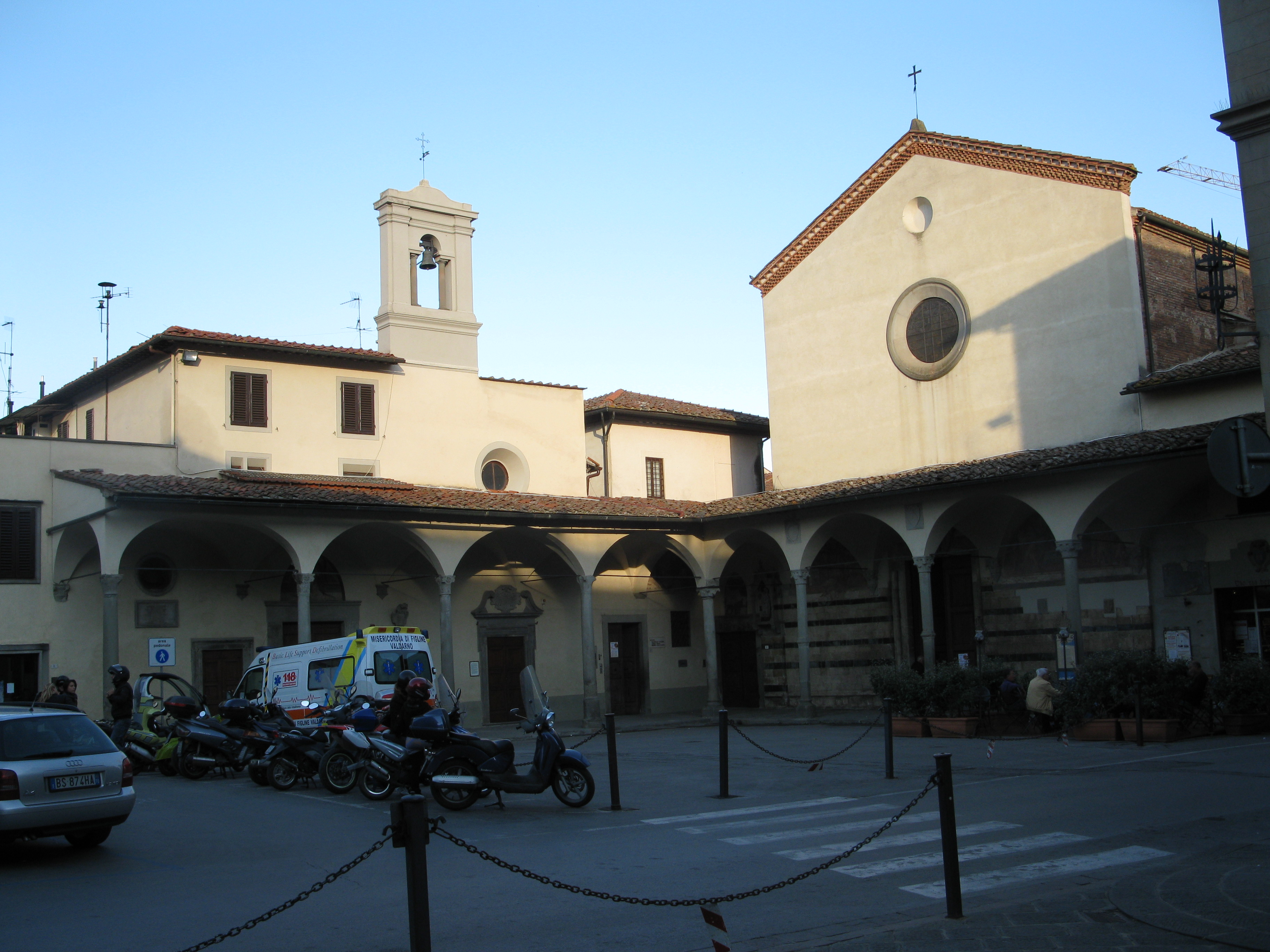
Chiesa Santa Croce
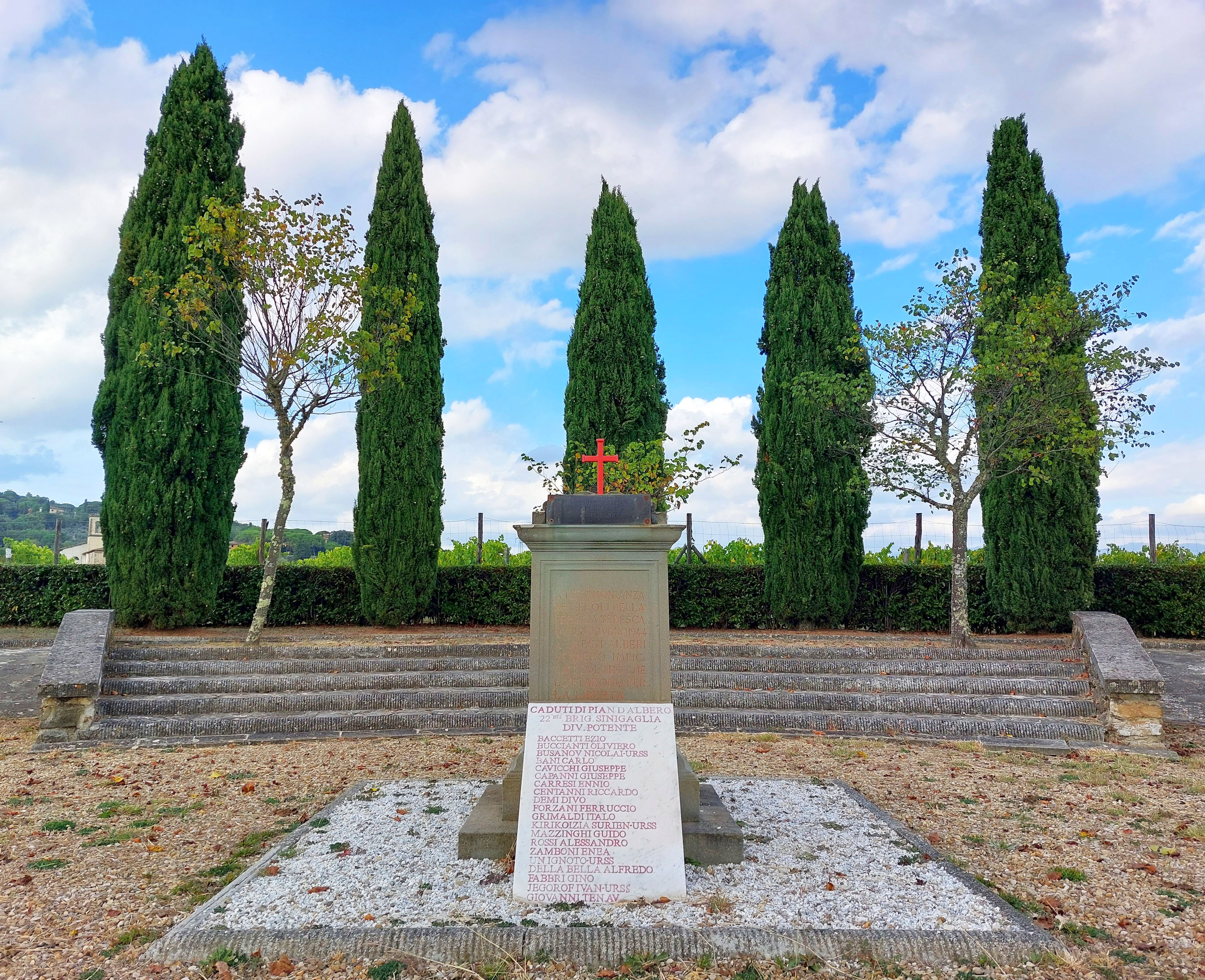
Area monumentale Sant'Andrea - Pian d'Albero